# Muggendorf (Wiesenttal)
Muggendorf ist ein Gemeindeteil des Marktes Wiesenttal im Landkreis Forchheim (Oberfranken, Bayern).

## Geographie

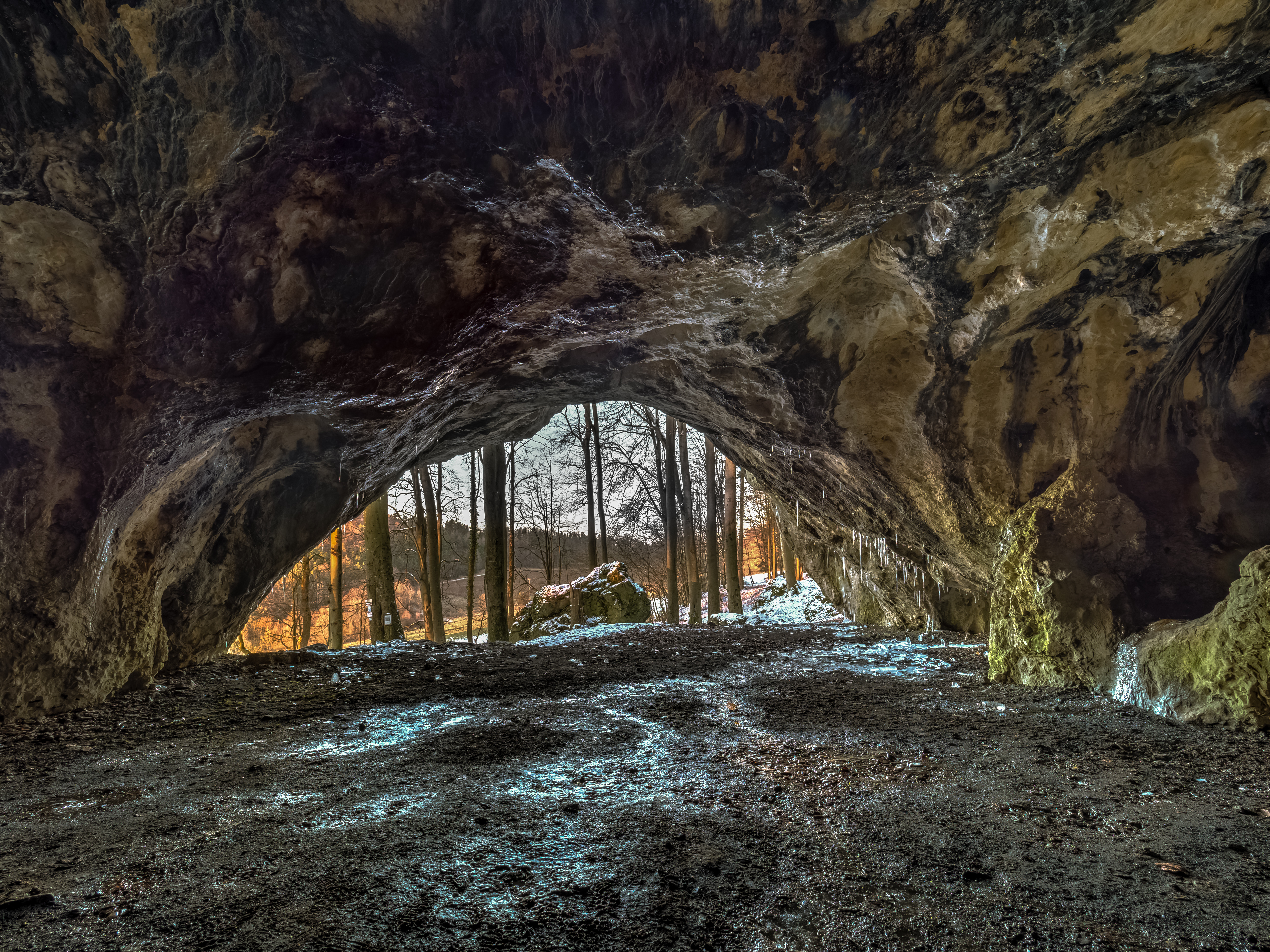
Oswaldhöhle

Der ehemalige Markt bildet zusammen mit Streitberg den Kern der Gemeinde Wiesenttal. Der Ort liegt auf 304 m ü. NHN an der Wiesent. Nach diesem Ort hieß früher die Fränkische Schweiz auch Muggendorfer Gebürg. In der Nähe gibt es zahlreiche Tropfsteinhöhlen, die auch als Muggendorfer Höhlen bezeichnet werden. Zu diesen gehören u. a. die Rosenmüllerhöhle, die Oswaldhöhle, die Witzenhöhle, die Wundershöhle und die Doktorshöhle. Auf dem Schützenberg bei Muggendorf befindet sich eine 300 Meter lange Skipiste mit Skilift.

## Geschichte

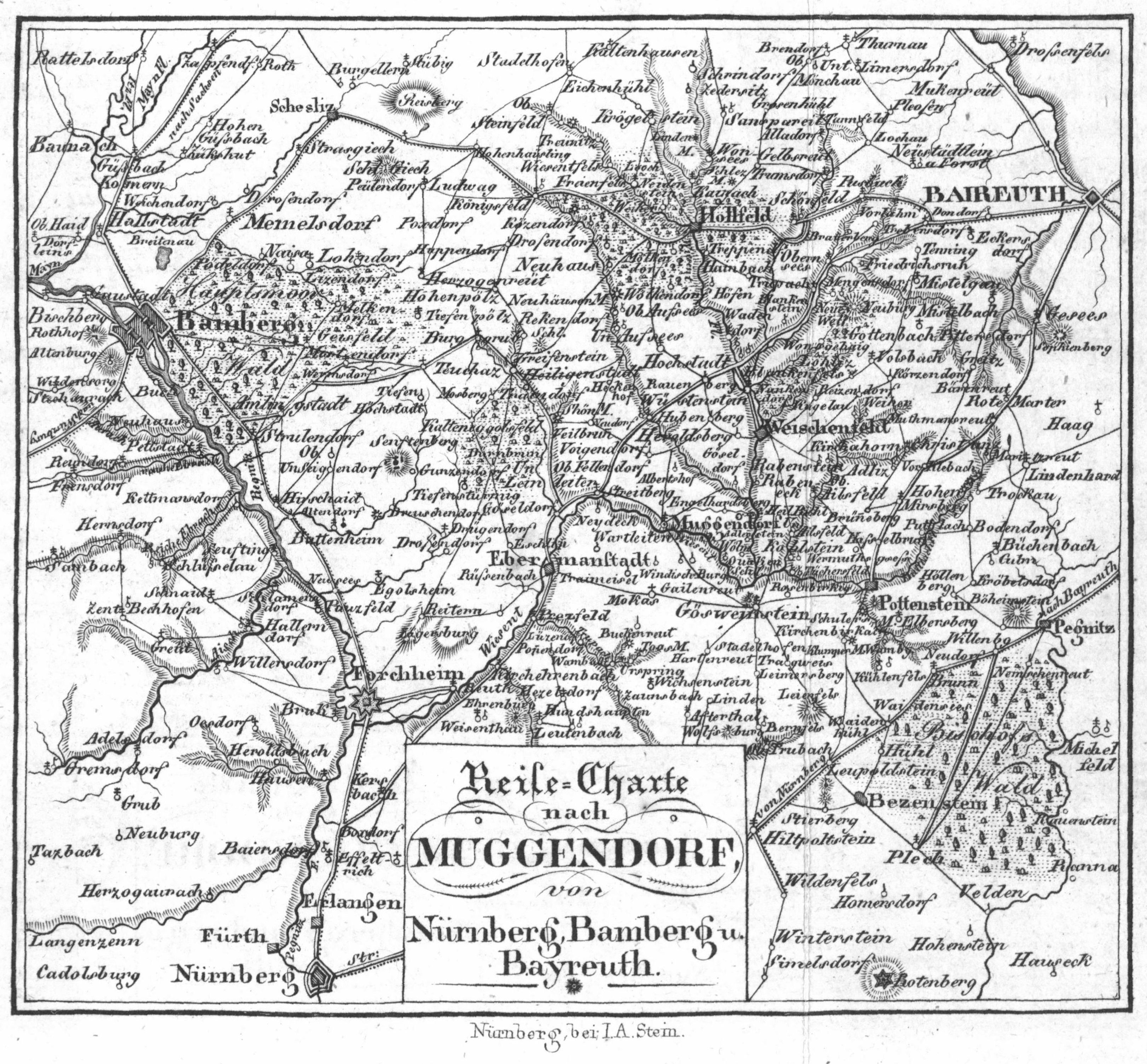
Reisekarte nach Muggendorf, 1843

Muggendorf wurde um 1248/49 erstmals urkundlich erwähnt, als es zur Burg Neideck kam. Bis 1347, als Konrad II. von Schlüsselberg starb, hielt das Geschlecht der Schlüsselberger das Patronatsrecht. 1507 oder 1508 verkaufte Georg von Streitberg Muggendorf an den Markgrafen Friedrich II. von Brandenburg-Ansbach. Als Teil des späteren Fürstentums Bayreuth wurde Muggendorf zur Reformationszeit evangelisch.
Ab 1922 war Muggendorf eine Station der Wiesenttalbahn. Damit konnte man mit der Eisenbahn über Ebermannstadt nach Forchheim fahren. Der planmäßige Betrieb wurde 1930 eröffnet, 1976 wurde die Strecke stillgelegt. Seit 1980 befährt die Dampfbahn Fränkische Schweiz die Strecke als Museumsbahn.
Im Zuge der Gebietsreform in Bayern wurde Muggendorf am 1. Januar 1972 zusammen mit anderen Dörfern zum Markt Wiesenttal vereinigt.

## Baudenkmäler

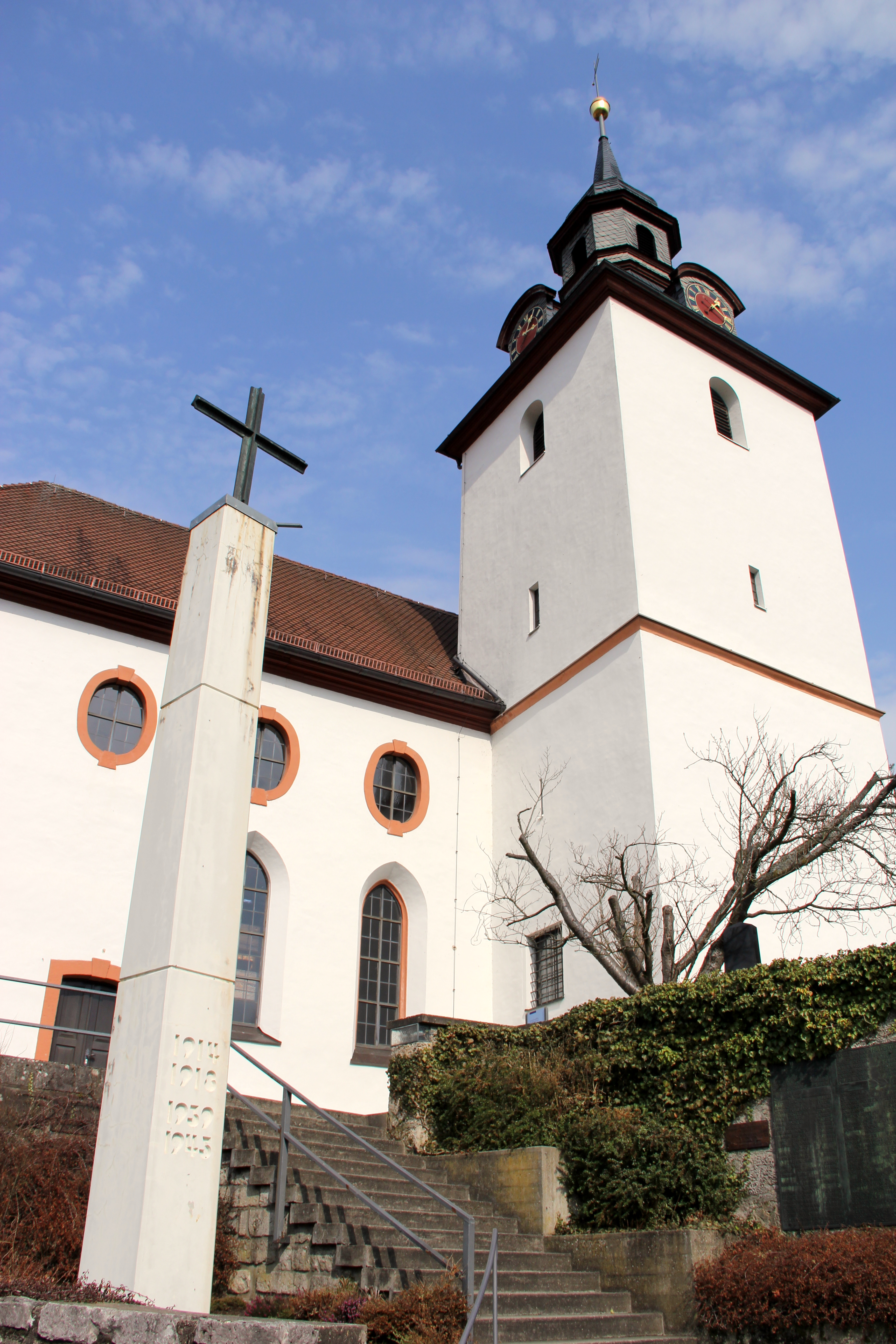
St. Laurentiuskirche

Neben der evangelischen St.-Laurentius-Kirche weist der Ortskern einige weitere sehenswerte Gebäude auf.

## Bildung, Kultur
Muggendorf hat eine Grundschule und ein Modellbahnmuseum (seit 1994) mit den Schwerpunkten Spur S (Firmen BUB und Stadtilm) und Spur 0 (Modelle von Bing, Kraus-Fandor, BUB, Heinrich Wimmer, Distler, Dressler, Beckh und Fleischmann).

## Kürbisumzug
Besonders sehenswert ist der sogenannte Kürbisumzug, der jedes Jahr zum Erntedankfest stattfindet. Zusätzlich zum Festumzug zur Mittagszeit gibt es einen weiteren, kleineren Umzug nach Einbruch der Dunkelheit. Die Kinder des Ortes und der umliegenden Dörfer tragen kunstvoll geschnitzte, von innen beleuchtete Kürbisse durch das Dorf. Die Schnitzkunst ist Teil des Lehrplans der Volksschule Wiesenttal.

## Historische Abbildungen

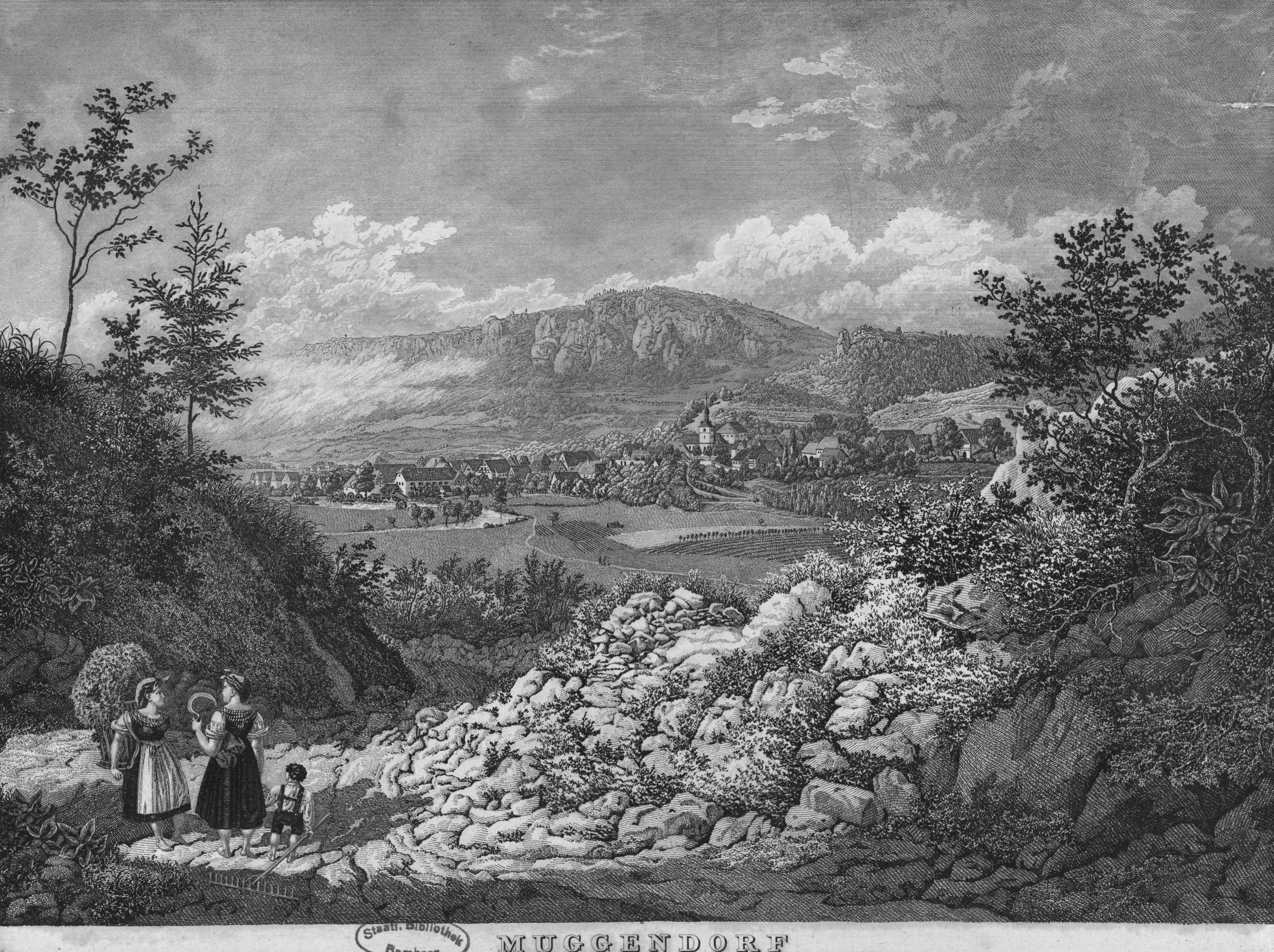
Muggendorf, Stahlstich (1834) von Conrad Wießner
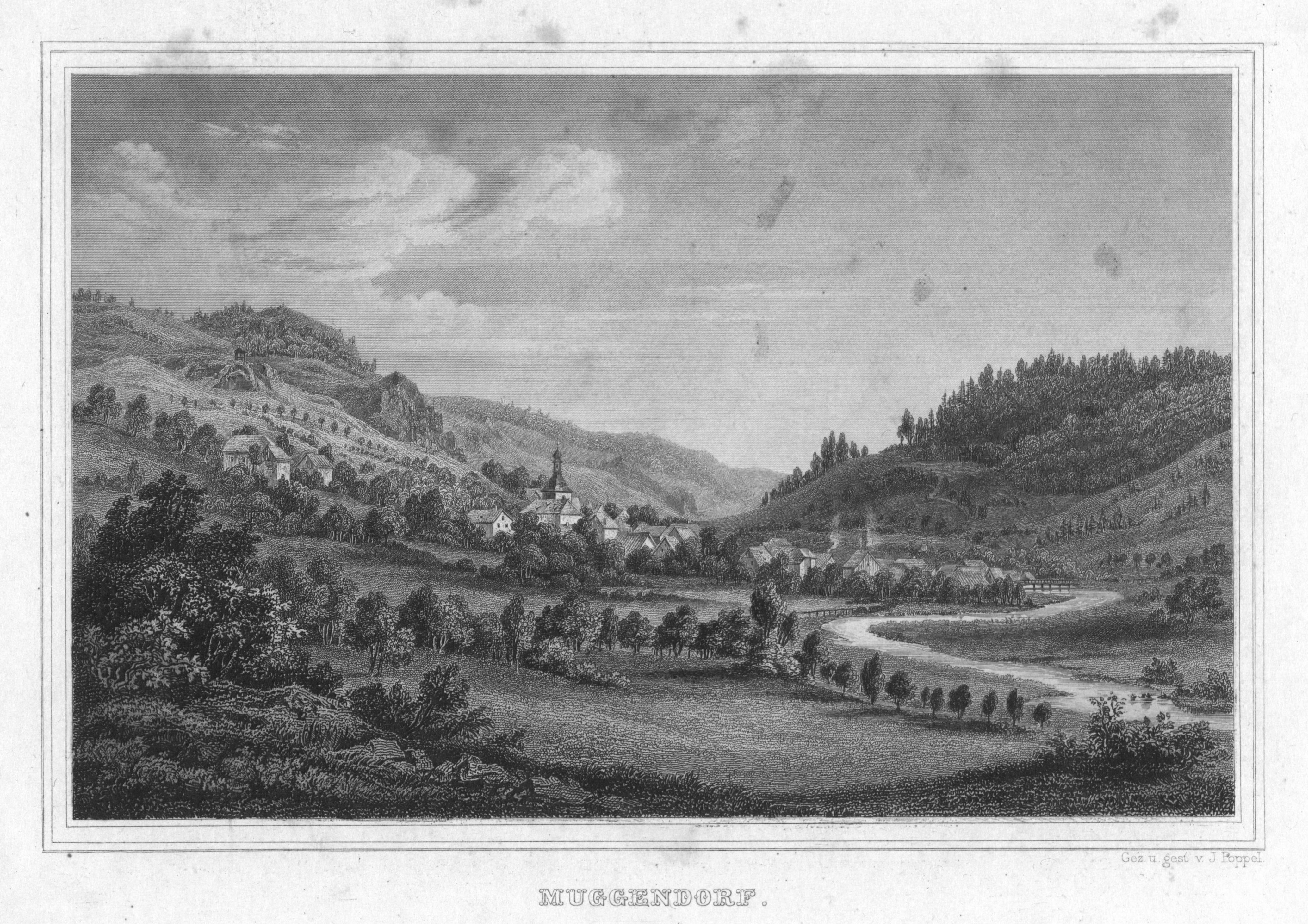
Muggendorf, Stahlstich (1840) von Johann Poppel
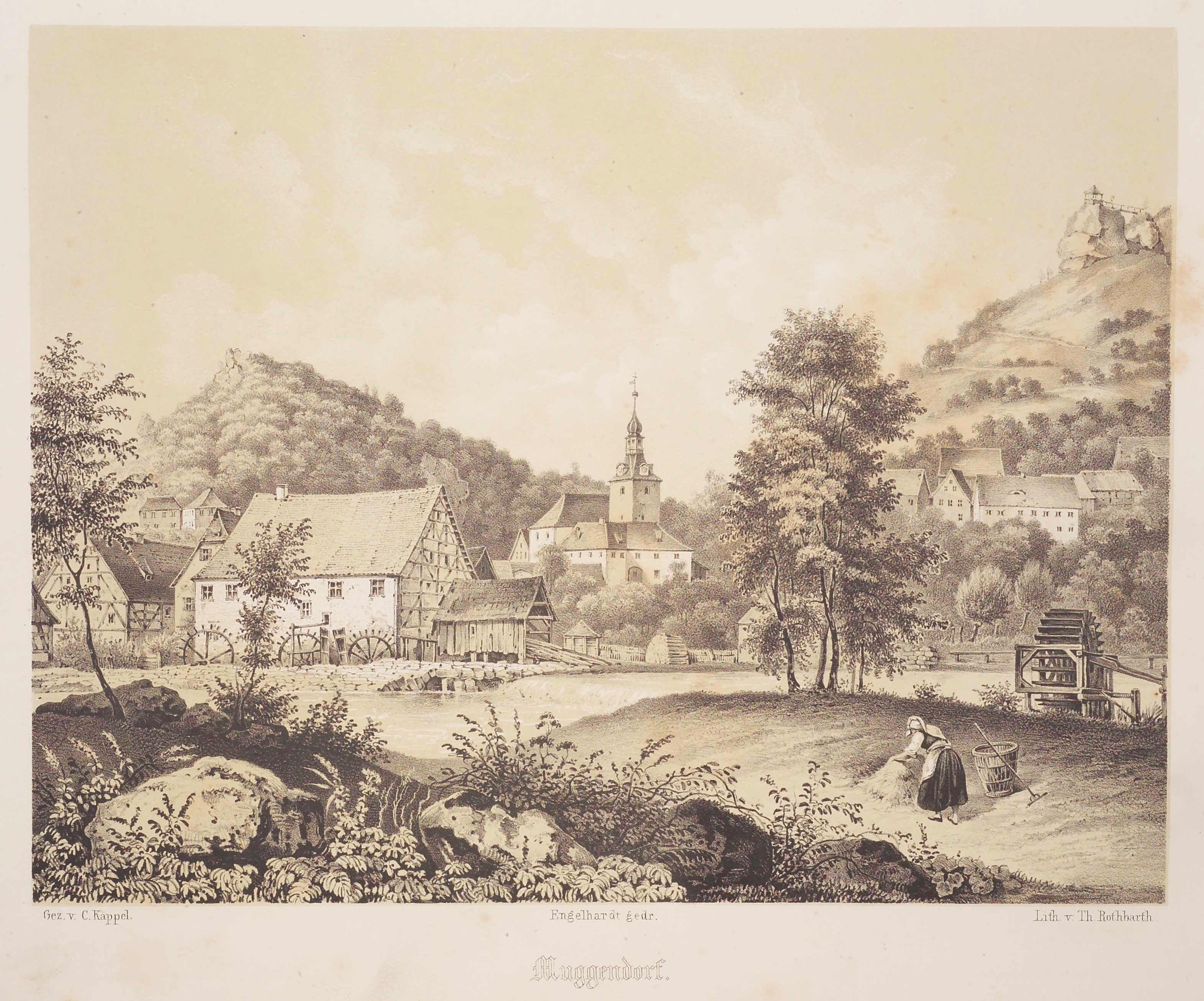
Muggendorf, Lithografie (um 1840) von Theodor Rothbarth nach einer Zeichnung von Carl Käppel
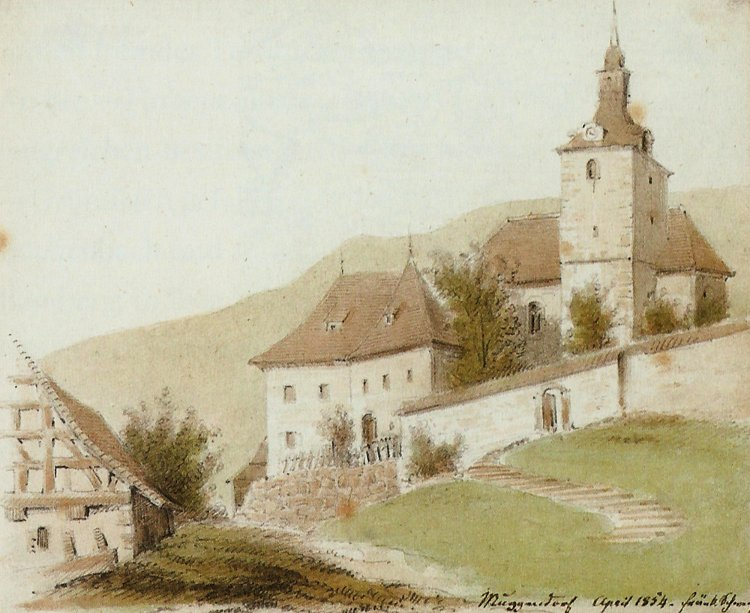
Muggendorf, Aquarell (1854) von Moritz von Mettingh

## Film
- Robby Mörre: Blechbahnträume aus Stadtilm. Dokumentation, MDR, 2011, 30 Min.